# デイ・アフター・トゥモロー
『デイ・アフター・トゥモロー』（原題：The Day After Tomorrow）は、2004年に製作されたアメリカ映画。
地球温暖化によって突然訪れた氷河期に混乱する人々を現実味を持って描いたパニック映画である。SF映画であるとも言えるが、映画の公開より約2年前の2002年に実際に崩壊したラーセンB棚氷に大規模な亀裂が走る場面が出てくるように、フィクションではなく史実である部分も存在する。2005年11月30日付のAFP通信の記事では、実際にヨーロッパにおいて映画ほどの急激さはないものの、映画と同じ理論で、今後十年単位で平均気温が4度低下する恐れがあるとの科学者の見解を伝えている。
最新のVFXによって作られた竜巻や津波などのリアルな映像が話題を呼び、興行収入は北アメリカで1億8,600万ドル、日本では3週連続1位、52億円、全世界では5億4,400万ドルに達した。映画制作に伴って排出したと考えられる二酸化炭素を吸収させるために、植林を行う資金として20万ドルを拠出した。

## ストーリー
地球温暖化により、南極大陸の棚氷が融け始めた。棚氷の調査中にその光景を見た気象学者のジャック・ホールは、温暖化によって極地などの氷が融解して、真水が海へと供給されることで海水の塩分濃度の変化が起こるなどした結果、海流の急変が発生し、これが将来的に氷河期を引き起こす可能性があると考える。そしてその危機を訴えたが、実感のなさから、ベッカー副大統領などには相手にされなかった。
しかし、その数日後から世界各地で異常気象が頻発し始めた。東京ではハンドボールサイズの巨大な雹が降り注ぎ、ロサンゼルスは巨大な竜巻によって壊滅し、イギリスではスーパー・フリーズ現象によってオイルが凍結してイギリス軍のヘリコプターが墜落。ジャックの息子であるサムと友人のいるニューヨークには、豪雨と巨大な高潮が押し寄せた。
そして、ジャックの予測した将来的に起こるはずだった氷河期が、現代に到来するのであった。

## 登場人物
ジャック・ホール
本作の主人公である気象学のエキスパート。氷を採取するなどをして古代の気象を再現する気象モデルの研究を行っている。地球温暖化が深刻化する中、自らの調査で遠い将来の氷河期到来を警告する。
ロサンゼルスの竜巻災害の甚大さとラプソン博士の研究結果から、自身が恐れていた大規模自然災害の序章である事を確信。サムがニューヨークで高潮に被災し、他の避難民とともにニューヨーク公共図書館で孤立している事を知り、大統領にアメリカ人のメキシコへの避難計画と避難が間に合わない場合の対処法の伝達を提示した後、チームメイトのジェイソンとフランクと共に、サム達を救出するためにスーパー・フリーズの迫るニューヨークへ向かう。災害の対策の知識で周囲の人間をフォローする。
サム・ホール
本作のもう1人の主人公でジャックの息子。高校生学力コンテストに参加するためにニューヨークへ向かう。秀才で微積分の計算を暗算でこなしたが、優秀さがむしろ理解できなかった学校の先生にそんな事は不可能だとしてカンニングの疑いをかけられ落第点をつけられた。
コンテスト終了後、J.D.のチェックインしたホテルで天候の回復を待ったが、むしろ悪化していく天候を見て疑問を抱く。ローラ達を内陸の方へと避難するように促すも、突如発生した高潮の影響で図書館に避難し、他の避難民とともに孤立することとなってしまった。図書館に避難した民衆が南へ向けて移動を開始するという無謀な行為を必死で止めようとしたが結局叶わなかった。
その後、図書館に留まったメンバー達のリーダー的立場となってグループを纏め上げ、必ず救助に向かうので暖房を絶やさず室内で寒波が落ち着くまで耐えろと言うジャックの言葉を信じ、救援を待ち続けることにする。
飛行機が大の苦手。
ローラ・チャップマン
サムが好意を抱く同級生。サム、ブライアンと一緒に高校生学力コンテストに参加する。
民衆の無謀行動には賛同せず図書館に留まることを選ぶ。図書館に向かう最中に車の破片で片足を負傷、応急手当をしなかったために後に敗血症を起こして生死の境をさまようこととなる。
テリー・ラプソン
スコットランドに研究室を構える海洋学者。北大西洋の海流と海水温度のデータを持つ。誰もジャックの主張に耳を貸さない中、彼の主張を支持してスコットランドから助力する。
その後、ジャックの研究の結果で北半球全域が短期間でスーパー・フリーズによって氷河期になる事を知った際、避難が遅れてしまったことを悟り、ジャックに「1人でも多く救ってくれ」という言葉を最後に交信が途絶えてしまう。その後も研究所の暖房で同僚達と共に耐え凌いでいたが、遂に燃料も切れてしまい、隠していたスコッチで晩酌した。その後、スーパー・フリーズで凍死したと思われる。
ルーシー・ホール
ジャックの妻。医師。息子サムの身を案じている。
南への避難の際、人数オーバーで自身と障害を持った子供と共に病院に取り残されるも、病院の職員の連絡でやって来た救助隊に救助され、無事メキシコに避難する事に成功する。
ジェイソン・エヴァンス
気象観測士でジャックとフランクとは同僚でチームメイト。年齢的にも技量的にも3人の中で最も若くジャックとの苦役期間はまだ2年ほど。
ジャックからは南への避難を促されるも、共にニューヨークへ向かう事を志願する。途中で意識を失うが、ジャックのとっさの判断で命を拾った。
フランク・ハリス
気象観測士でジャックとジェイソンとは同僚でジェイソン曰くジャックとは石器時代から一緒のチームメイト。ジャックからは南への避難を促されるも、ジャックと共にニューヨークへ向かう事を志願する。
しかし、フィラデルフィアからニューヨークの間に位置する街のショッピングモールで、移動中にガラス天井から転落。ジャックとジェイソンに命綱を繋げていたため、3人全員死亡という最悪の事態を避けるために自らナイフで命綱を切断したことで転落死してしまう。
ジャネットに鼻の下を伸ばしたジェイソンの頭をはたく等、チーム内では2人の父親的な存在だった。
ブライアン・パークス
サムの同級生。サム、ローラと一緒にニューヨークへ行く。機械いじりを得意とし、学校では数学と化学と電子工学クラブの部長を兼任しオタクであることを自負している。
ニューヨークへ向かう機内で乱気流で飛行機が墜落する確率は何億分の一かを度忘れした、と飛行機を怖がるサムに冗談を言っていた。
ローラと同様、サムの意見に賛同して図書館に留まることを選ぶ。その後、彼の修理したラジオで受信できた1分間の情報からサムは北半球全体が吹雪いている事を知る。
J.D.
ニューヨークの高校生で、資産家の息子。高校生学力コンテストに参加していたローラに好意を持つが、図書館でサムの気持ちを察し、背中を押した。
サムの意見に賛同して図書館に留まることを選ぶ。敗血症に陥ったローラを救うために、サムとブライアンと共に図書館近くまでに漂流してきたタンカー船から治療薬を取りに向かうも、動物園の檻から逃げ出しタンカー内を徘徊していた狼に襲われ足を負傷する。
ジャネット・タカダ
NASAのハリケーン研究者。
初期の異常気象でNASAの担当として、太陽活動は正常で異常気象には無関係であることを報告する。
ジャックの意見に賛同して彼に協力する。ジャックがニューヨークへ向かった後はトムと共にジャックのサポート及びハリケーンの動きを追う。
レイモンド・ベッカー
アメリカ合衆国副大統領。環境問題に意を介さず、ジャックの報告と避難の要請にもまったく耳を貸そうとしない。結果として避難が遅れてアメリカの北半分の国民の生命が絶望的となってしまった。
大統領よりも早く南（メキシコ）に避難したことで生還するも、逆にギリギリまでホワイトハウスに留まった大統領がスーパー・フリーズに捕まって死亡したため、大統領に昇格。大統領就任後はどこか暗い影を落とすも、今回の災害を通じて自身の環境への価値観を見直し、絶望的と言われたニューヨークに多くの生存者がいるとの報告を受け生存者の救助作業を要請した。
リチャード・ブレイク
アメリカ合衆国大統領。
ジャックの意見に賛同して国民を南部へ避難させるも、自身は限界までホワイトハウスに留まったが、これが災いして国防長官と共に避難中に搭乗したヘリがスーパー・フリーズに捕まり死亡した。
ルーサー
ニューヨークのホームレス。ブッダという犬を連れて、大量の車の渋滞にこれだから排気ガスで空気が汚れると愚痴を言っていた。
南へ脱出する人たちを最初に発見するが、自身はサム達と図書館に残り丸めた紙を懐に詰め込むと温かい等のホームレスの知恵で寒さをしのぐ方法を教え、最後はブッダと共にヘリで生還する。
ジュディス
図書館の司書。サム達と図書館に残る。
司書の立場から図書館の本を燃やすことに当初躊躇っていた。図書館にあった医学書から瀕死であったローラの治療方法を発見する。
トム・ゴメス
アメリカ気象庁の職員でジャックの上司。
ロサンゼルスの竜巻災害でジャックの警告が現実となった事を受け入れられず、当初は解析に必要なパワーのあるコンピューターサーバーの利用を要請したジャックのシミュレーション制作に対しても冷たかったが、大統領に国民の南への避難勧告を実行させるきっかけを作った。
スーパー・フリーズ消滅後、ジャックの身を案じて先行救助部隊のヘリに同乗してサムたちと再会したジャックを迎えに行った。

## キャスト
| 役名                         | 俳優                               | 日本語吹替 | 日本語吹替 |
| 役名                         | 俳優                               | ソフト版 | テレビ朝日版 |
| ---------------------------- | ---------------------------------- | --- | --- |
| ジャック・ホール             | デニス・クエイド                   | 原康義 | 江原正士 |
| サム・ホール                 | ジェイク・ギレンホール             | 浪川大輔 | 野島健児 |
| ローラ・チャップマン         | エミー・ロッサム                   | 小笠原亜里沙 | 坂本真綾 |
| テリー･ラプソン教授          | イアン・ホルム                     | 小林恭治 | 矢田耕司 |
| ルーシー・ホール             | セーラ・ウォード                   | 小山茉美 | 野沢由香里 |
| ジェイソン・エヴァンス       | ダッシュ・ミホク                   | 内田夕夜 | 山野井仁 |
| フランク・ハリス             | ジェイ・O・サンダース              | 土師孝也 | 宝亀克寿 |
| J.D.                         | オースティン・ニコルズ             | 坂詰貴之 | 渋谷茂 |
| ブライアン・パークス         | アージェイ・スミス                 | 日野聡 | 勝杏里 |
| ジャネット・タカダ           | タムリン・トミタ                   | 小野未喜 | 藤本喜久子 |
| パーカー                     | サーシャ・ロイズ                   | 成田剣 | 加瀬康之 |
| レイモンド・ベッカー副大統領 | ケネス・ウェルシュ                 | 村松康雄 | 糸博 |
| ルーサー                     | グレン・プラマー                   | 江川央生 | チョー |
| トム・ゴメス                 | ネスター・セラーノ                 | 大塚芳忠 | 津田英三 |
| ブレイク大統領               | ペリー・キング                     | 有本欽隆 | 谷口節 |
| ボブ                         | ケネス・モスコウ                   | 多田野曜平 | 宇垣秀成 |
| サイモン                     | エイドリアン・レスター             | 志村知幸 | 古澤徹 |
| デニス                       | リチャード・マクミラン             | 佐々木敏 | 幹本雄之 |
| ブッカー                     | ヴラスタ・ヴラナ                   | 楠見尚己 | 北川勝博 |
| ヒデキ                       | ラッセル・ユエン                   | 世古陽丸 | 星野貴紀 |
| ピアス将軍                   | チャック・シャマータ               | 西村知道 | 北川勝博 |
| キャンベル                   | フィリップ・ジャレット             | 楠見尚己 | 水野龍司 |
| ジュディス                   | シーラ・マッカーシー               | | |
| ジェレミー                   | トム・ルーニー                     | 世古陽丸 | 星野貴紀 |
| エルサ                       | エイミー・スローン                 | | 加納千秋 |
| ピーター                     | ルーク・ルトゥルノー               | 池田恭祐 | |
| タカ                         | ティム・ハマグチ                   | 上田燿司 | 登場シーンカット |
| バート （ヘリのリポーター）  | ウィリアム・フランシス・マクガイア | 志村知幸 | |
| ボルスティーン               | クリストファー・ブリットン         | 佐々木敏 | |
| トミー                       | ティム・バグレー                   | 世古陽丸 | |
| ジェフ・バフィン             | ジャック・ローファー               | 江川央生 | 水野龍司 |
| ニューヨークのバスの運転手   | ゴードン・マステン                 | 岩崎ひろし | 登場シーンカット |
| その他                       | N/A                                | 目黒未奈 麻上洋子 成田剣 高宮俊介 田村聖子 奥田啓人 伊藤亜矢子 島宗りつこ 水落幸子 牧野光子 MAI 森本73子 柴山平和 新垣樽助 | 幹本雄之 加藤優子 一本美名子 小松史法 最上嗣生 米村千冬 榛田安芸 鹿糠光明 内田聡明 間宮康弘 長松博史 山口貴樹 御子柴明子 |
|                              |                                    | | |
| 演出                         | 演出                               | 中野洋志 | 鍛治谷功 |
| 翻訳                         | 翻訳                               | 原口真由美 | 原口真由美 |
| 調整                         | 調整                               | 菊池悟史 | 長井利親 |
| 効果                         | 効果                               | | リレーション |
| 制作                         | 制作                               | ACクリエイト | ブロードメディア・スタジオ                                                                                               |

- テレビ朝日版：初回放送2006年11月19日 21:00-23:09 『日曜洋画劇場』

## スタッフ
- 監督・原案：ローランド・エメリッヒ
- 脚本：ローランド・エメリッヒ、ジェフリー・ナックマノフ
- 製作：ローランド・エメリッヒ、マーク・ゴードン
- 製作総指揮：ウテ・エメリッヒ、ステファニー・ジャーメイン、ケリー・ヴァン・ホーン
- 共同製作:トーマス・M・ハメル
- 製作補：ローレンス・イングリー、キム・H・ウィンサー
- 音楽：ハラルド・クローサー、トーマス・ワンカー
- 撮影：ウエリ・スタイガー
- 編集：デヴィッド・ブレナー
- キャスティング：エイプリル・ウェブスター
- プロダクション・デザイン：バリー・チュウシッド
- 美術：マーティン・ジェンドロン、ほか
- セット：ビクター・J・ゾルフォ
- 衣装：レニー・エイプリル
- 助監督：キム・H・ウィンサー
- 特殊メイク：エイドリアン・モロ、シルバニア・ヤウ、ジョージ・トゥッチ
- VFXスーパーバイザー：カレン・Ｅ・グーレカス、ほか
- VFX：デジタル・ドメイン、ILM、ハイドラックス、Zoic Studiosほか全9社
- 特殊効果監修：ルイス・クレイグ、ジョン・パーマー
- 特殊効果：アラン・ヤング、ほか
- 字幕翻訳：戸田奈津子
- 吹替翻訳：原口真由美
- 日本語吹き替え版エンディングテーマ - day after tomorrow「more than a million miles」（avex trax）[注 2]

## 評価
レビュー・アグリゲーターのRotten Tomatoesでは120件のレビューで支持率は45%、平均点は5.30/10となった。Metacriticでは38件のレビューを基に加重平均値が47/100となった。

## 映画の撮影
日本に雹が落ちたシーンの撮影には、セット場で発泡スチロールの雹が作成された。。

## 関連作品
この映画の原作というわけではないが、ホイットリー・ストリーバーおよびアート・ベルの共著「The Coming Global Superstorm」（1999年）は、この映画と同様に海流の急変による急激な寒冷化を扱っており、この映画の大きなヒントになったとされている。ホイットリー・ストリーバーは、2004年にこの映画のノベライズ本を出版している。
また、アサイラム製作の映画『サイレント・ワールド2012』（原題：2012: Ice Age）は物語が本作と酷似している。